# Джон Черчилль
Джон Черчилль (іноді Черчілль, англ. John Churchill; 26 травня 1650 — 16 червня 1722) — англійський полководець і політичний діяч, генерал-капітан. Перший герцог Мальборський. Принц Міндельгаймський. У військових мав прізвисько «Капрал Джон».

## Біографія
Батьками Джона були англійські шляхтичі із середніми статками — Вінстон Черчилль та Єлизавета Дрейк. Залежно від служби свого батька молодий Джон навчався у Вільній школі Дубліна (1663 рік), Школі собору Святого Павла у Лондоні (1665 рік). Подальшому піднесенню власної кар'єри Джон Черчилль завдячує сестрі Арабелі, яка спочатку стає фрейліною Ганни Гайд, дружини Джеймса Йорського, брата Карла II, короля Англії та Шотландії. Невдовзі Арабела стає коханкою Джеймса Йоркського, що тільки зміцнює позиції Джона Черчиля при дворі, який спочатку стає пажом герцога Йоркського, потім сержантом 1-го піхотного полку гвардії. У 1668 році Джон отримує перший військовий досвід, беручи участь у битвах з маврами у Північній Африці — при захисті міста Танжер.
У 1671 році він сам стає коханцем Барбари Вільєрс, герцогині Клівленду, яка у свою чергу була мітресою короля Карла II та трюрідною сестрою матері Джон Черчилля. На відзначення своєї прихильності до молодого Джона герцогиня подарувала 4500 фунтів стерлінгів, що забезпечило Черчилеві стабільний дохід. Наступного 1672 року під проводом Джеймса Йоркського він бере участь у морській битві при Соул-Бей, яка відбулася у рамках Третьої англо-голландської війни (1672—1674 роки) — у цій битві англійці зазнали поразки. В наступні роки Джон Черчилль здобуває військову майстерність у битвах з голландцями — при Зинугаймі та Енцгаймі. Тут його командиром був позашлюбний син Карла II — герцог Монмунт. Завершив війну генералом. 1679 року брав участьу  придушенні повстання шотландських конвенатів, за що отримав титул барон в Шотландії
У 1677 році Джон Черчилль вигідно одружується з Сарою Дженінгс, яка була близькою подругою принцеси Анни, доньки Джеймса Йоркського. Після смерті Карла II у 1685 році, новим королем Англії та Шотландії стає Джеймс Йоркський під ім'ям Джеймс II. Джон Черчилль отримує звання полковника у королівському драгунському полку, а потім у особистій гвардії короля. Також стає камергером спальні короля та бароном Сандбріджем (в графстві Герфордшир в Англії). У 1685 році Джон Черчилль придушує повстання герцога Монмунта, чим набуває ще більшої ваги при дворі короля Джеймса II. Отримує звання генерал-майора та очільника кінної королівської гвардії.
У 1688 році спалахнуло повстання проти Джеймса II: протестантська більшість населення, незадоволена діями короля-католика, обрала на престол його доньку Марію та її чоловіка Вільгельма Оранського  — і того ж року парламент та знать з Марією II та Вільгельмом III стали співправителями Англії та Шотландії. Джон Черчилль, при перших відомостях щодо успіху повстання, перейшов на бік нових володарів країни. При цьому він допоміг Вільгельму Оранському, вмовивши свою знайому Анну Стюарт, доньку Джеймса II, визнати права Вільгельма на англійський трон. Через це нові король та королева надали Джону титул герцога Мальборо (9 квітня 1689). Того ж самого року Джон Мальборо очолив армію з 8000 солдатів, яку було надіслано у рамках війни за пфальцьку спадщину (1688—1697). 25 серпня при Волкорті він розбив війська французького генерала Вальдека, чим заслужив авторитет талановитого військовика. Наступного 1690 року герцог Мальборо захопив фортеці Корк та Кинсейл в Ірландії.
Проте Марія II не довіряла Джону Черчилю — і герцог Мальборо опинився у Тауері та вийшов звідти лише після смерті королеви у році 1694.
У травні 1701 року Вільгельм III відправив його з дипломатичною місією у Гаагу із завданням домогтися виведення французьких військ з Нідерландів. Проте останній зазнав невдачі. Разом з тим, завдячуючи герцогу Мальборо у Гаазі, укладено Великий альянс (Англія, Голландія, Священна Римська імперія) спрямований проти Франції. У 1702 внаслідок нещасного випадку загинув Вільгельм III. Королевою Англії та Шотландії стала давня знайома Джона Черчиля — Анна Стюарт.

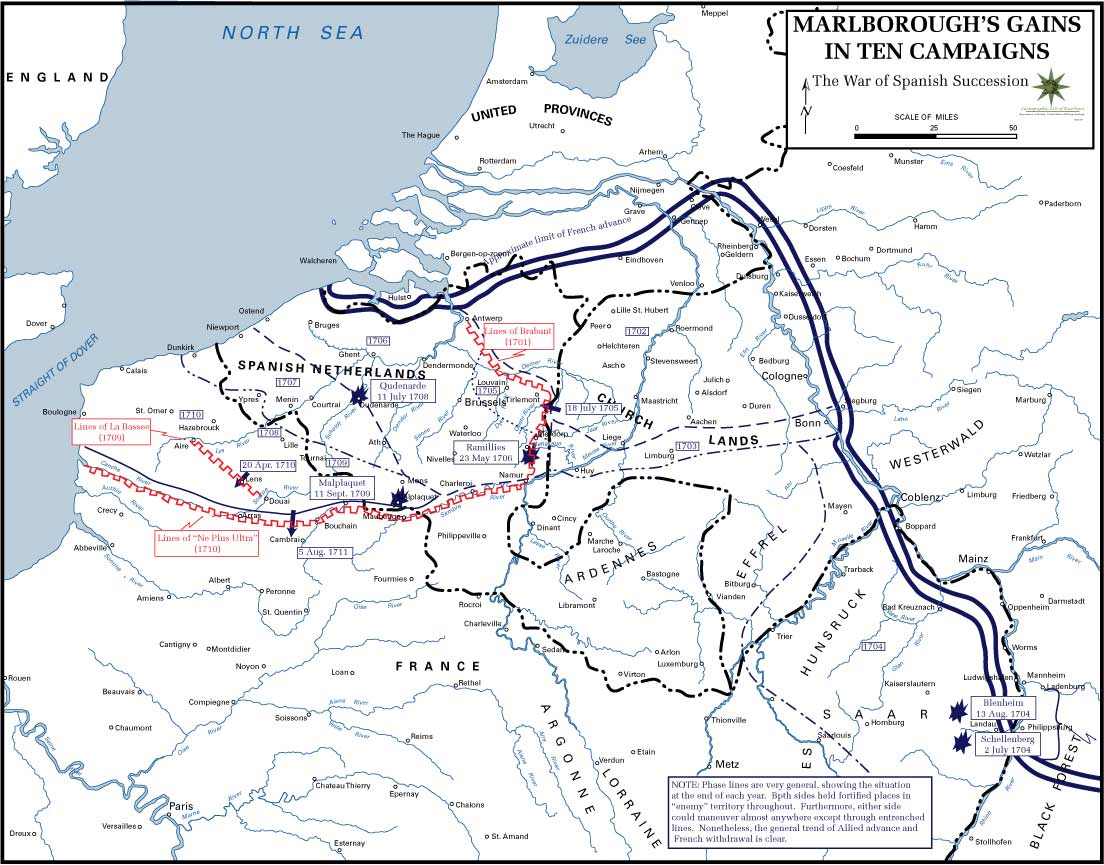
Походи Джона Черчиля, герцога Мальборо, під час Війни за іспанську спадщину

 Водночас Джон Мальборо в цей же час бере активну участь у Війні за іспанську спадщину, де й виявився талант військового очільника: герцог Мальборо одержав перемоги під Гамійє (1703 рік), Бленгайм (1704 рік), Оденаурд (1708 рік), Маотплац (1709 рік), та захопив 26 міст-фортець. З 1711 року становище герцога Мальборо змінилося зі змінами політичної ситуації всередині Англії. Владу перебрали прихильники припинення війни, до того ж між королевою Анною та дружиною Джона Мальборо — Сарою — виник конфлікт. Самого Черчиля звинуватили у хабарах та крадіжці з військової скарбниці, унаслідок чого герцога Мальборо звільнено у відставку.
Коли в 1714 новим королем став представник Ганноверської династії Георг I, Джону Черчилю було повернено всі попередні звання й права. Проте герцог Мальборо до своїх попередніх обов'язків не повернувся, оскільки його здоров'я за час опали значно погіршилося. 16 червня 1722 року Джон Черчилль, 1-й герцог Мальборо, князь Мінделгейм, помер у маєтку Віндзор-Лодж.

## Військові правила Джона Мальборо
Мальборо мав два принципи бою:
- наступати, щоб змусити супротивника боятися;
- планувати, щоб особисто не боятися.

Джон Черчилль завжди ретельно обмірковував та розробляв військові операції, не бажаючи ризикувати життям солдатів. «Ніколи не починати битви, яку не можливо виграти; ніколи не починати облогу фортеці, яку не можливо захопити». Мальборо став новатором військової тактики: він був прихильником наступальних дій, які в його час не були популярними, та зумів завдати супротивнику вирішального, приголомшивого удару. Джон Черчилль багато часу витрачав на те, щоб переконати ворога в його силі, тим самим викликати супротивника на відкритий бій, і знищити його.
Мальборо був чудовим організатором та адміністратором у військовій справі. Він розумів необхідність економічної підтримки війни та прямий зв'язок між регулярно сплачуваною платнею й моральним духом солдатів. Герцог ніколи не примушував солдатів та офіцерів виконувати завдання, які перевищували їхні реальні  можливості — так він заслужив авторитет та повагу у своїх підлеглих.

## Родина

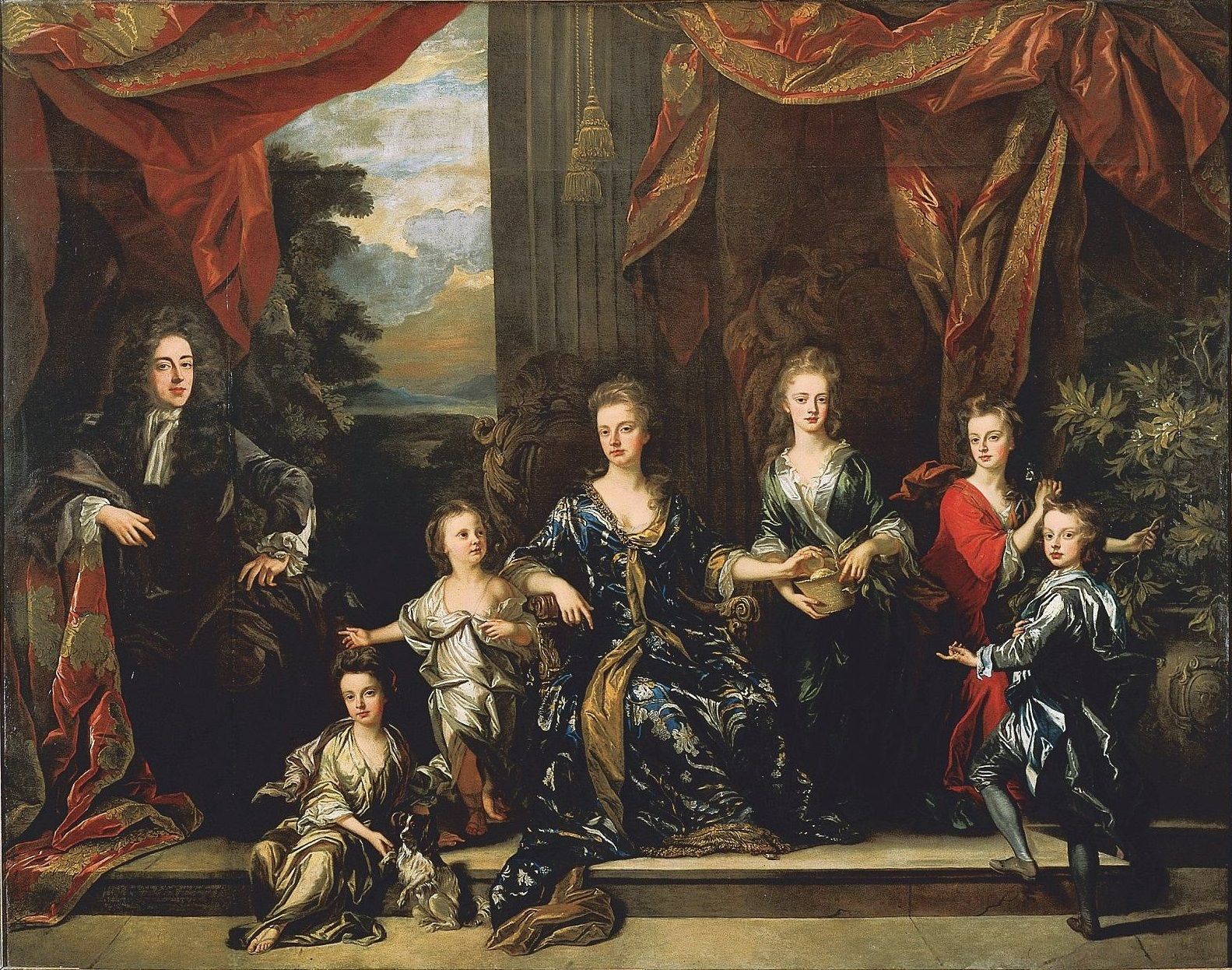
Родина Джона Мальборо

1. Дружина — Сара Дженінгс (1660—1744)
Діти:
- Генрієта (1681—1733), дружина графа Франса Гондольфіна
- Ганна (1683—1716), дружина Чарльза Спенсера, графа Сандерленда
- Джон (1686—1703)
- Єлизавета (1687—1713), дружина Скрупа Егертона, графа Бріджвотера
- Марія (1689—1751), дружина герцога Джона Монтегю
- Карл (1690—1692)